# Supercoppa del Kosovo 2018
La 25ª edizione della Supercoppa del Kosovo si è svolta il 13 agosto 2018 allo stadio Fadil Vokrri di Pristina tra il Drita, vincitore della Superliga e Futbollit të Kosovës 2017-2018, e il Prishtina, vincitore della coppa nazionale.
Il Drita ha conquistato il trofeo per la prima volta nella sua storia.

## Tabellino
| Arbitro: | Nuza |

|                                   |           |              |
| Gërbeshi 64’ (rig.) Haxhimusa 82’ | Marcatori | 34’ Mankenda |